# یواس‌اس ال‌اس‌تی-۹۹۸
یواس‌اس ال‌اس‌تی-۹۹۸ (به انگلیسی: USS LST-998) یک کشتی است که طول آن ۳۲۸ فوت (۱۰۰ متر) می‌باشد. این کشتی در سال ۱۹۴۴ ساخته شد.